# Eva Zaïcik
Eva Zaïcik (prononcer Za-i-tchik, \zaj·t͡ɕik\), née le 17 juillet 1987 à Ivry-sur-Seine, est une mezzo-soprano française reconnue pour son interprétation du répertoire baroque et son éclectisme musical.
Nommée « Révélation artiste lyrique » aux Victoires de la musique classique 2018, lauréate (1er prix féminin) du Concours musical international Reine Élisabeth de Belgique 2018, révélation de l'ADAMI en 2016, Eva Zaïcik fait partie de la promotion 2017-2018 du Jardin des Voix avec Les Arts florissants sous la direction de William Christie.
Elle enregistre depuis 2018 en exclusivité pour le label Alpha Classics.

## Biographie
Eva Zaïcik grandit à Maisons-Alfort dans une famille de médecins et d'intellectuels. Ses parents, mélomanes, lui font découvrir un vaste répertoire musical (jazz, rock, classique, musique du monde). Enfant, elle chante dans une chorale. Encouragée par la chef de chœur ainsi que par son professeur de musique, Eva Zaïcik participe à plusieurs projets de comédies musicales et de concerts de chansons pour enfants, qui l'amènent à figurer dans deux albums alors qu'elle n'a qu'une dizaine d'années. À l’adolescence, elle chante durant plusieurs années dans un groupe de rock, avant de découvrir le répertoire lyrique et de s’y intéresser.
Après un baccalauréat scientifique et un bref passage par des études de médecine, elle commence ses études de chant à la maîtrise de Notre-Dame de Paris, où elle codirige, à partir de 2009, l'ensemble Lunaris, composé de trois voix de femmes et d'une viole de gambe. Elle obtient un master de chant, mention très bien, au conservatoire national supérieur de musique et de danse de Paris, qu'elle a intégré en 2011 dans la classe d’Élène Golgevit, et se perfectionne jusqu’en 2019 en préparant un DAI (diplôme d'artiste interprète).
En 2016, alors nommée révélation lyrique de l'ADAMI, la mezzo-soprano se fait remarquer en remplaçant au pied levé Mireille Delunsch dans le rôle-titre de Didon et Énée de Purcell avec Le Poème harmonique (Vincent Dumestre) à l’Opéra de Rouen puis à l’Opéra royal de Versailles.  
En 2018, elle remporte le prix de révélation artiste lyrique aux Victoires de la musique classique , le 2e prix au Concours musical international Reine Élisabeth de Belgique et participe aux Jardins des voix de William Christie avec Les Arts florissants.  
Mezzo-soprano internationalement reconnue dans le répertoire baroque, Eva Zaïcik collabore régulièrement avec de grands chefs tels qu'Emmanuelle Haïm, Raphaël Pichon, Christophe Rousset, René Jacobs, Leonardo Garcia Alarcón, Hervé Niquet, Vincent Dumestre, Thomas Hengelbrock, Philippe Herreweghe...
Eva Zaïcik s’illustre par ailleurs aussi bien à l’opéra qu’au concert dans le répertoire romantique. Elle chante des cycles de lieder ou de mélodies françaises comme les Kindertotenlieder de Mahler avec le Mahler Chamber Orchestra, ou Les Nuits d'été d'Hector Berlioz sous la direction de Michael Schønwandt. Dans le domaine de l'opéra elle incarne, par exemple, Polina dans La Dame de pique de Tchaïkovski dans une mise en scène d’Olivier Py, Sélysette dans Ariane et Barbe-Bleue de Paul Dukas, Rosine dans Le Barbier de Seville de Rossini au Capitole de Toulouse et le rôle titre dans Carmen, de Georges Bizet.  
Eva Zaïcik s’intéresse aussi de près à la création contemporaine et crée plusieurs opéras (comme ceux des compositrices Betsy Jolas ou Claire-Mélanie Sinnhuber, par exemple), une pièce de Thierry Pécou et des cycles de mélodie de Vincent Bouchot. 
Elle publie en 2018 son 1er album solo, Venez Chère Ombre, avec ses complices le Consort et enregistre depuis en exclusivité pour le label Alpha Classics. En janvier 2021, toujours en compagnie du Consort, élargi à d'autres musiciens, elle publie Royal Handel, disque consacré à la première Royal Academy of Music londonienne. Elle vient de publier "Mayrig" disque de divers compositeurs arméniens dédié à la diaspora et aux mères arméniennes.

## Prix
- Nommée « Révélation Artiste lyrique » aux Victoires de la musique classique 2018.
- 2e prix du Concours musical international Reine Élisabeth de Belgique 2018.
- 3e prix du Concours Voix nouvelles en 2018[4]
- Révélation de l'ADAMI en 2016.

## Rôles
- 2009 : 2d Witch dans Dido and Æneas de Purcell, Maison des arts et de la culture de Créteil (MACC)
- 2010 : Bastienne dans Bastien et Bastienne, de Mozart
- 2012 : Ernesto dans Il Mondo Della Luna, de Haydn avec l'Atelier lyrique de Paris, mise en scène David Lescot
- 2012 : Farnace dans Mithridate de Mozart à la Philharmonie de Paris, direction David Reiland, mise en scène Vincent Vittoz
- 2014 : Octavia dans une version concert du Couronnement de Poppée, dir. René Jacobs, Fondation Royaumont
- 2014 : Eurydice, la Messagère et Proserpine dans une version concert de L'Orfeo de Monteverdi, direction René Jacobs, Fondation Royaumont
- 2015 : la Marquise Melibea dans Le Voyage à Reims de Rossini, direction Marco Guidarini, mise en scène Emmanuelle Cordoliani
- 2015 : Cherubino [Chérubin] dans une version concert des Noces de Figaro de Mozart, dir. René Jacobs
- 2015 : Messaggiera [La Messagère] dans l'Orfeo de Monteverdi, dir. Les Traversées Baroques, mise en scène Yves Lenoir
- 2016 : Nelly dans Iliade l’Amour de Betsy Jolas, dir. David Reiland, mise en scène Antoine Gindt à la Philharmonie de Paris
- 2016 : Dido [Didon] dans Didon et Énée de Purcell, dir. Vincent Dumestre, mise en scène Cécile Roussat et Julien Lubek, Opéra de Rouen et Opéra Royal de Versailles
- 2016 : Dritte Dame [la Troisième Dame] dans Die Zauberflöte de Mozart, dir. Christophe Rousset, mise en scène David  Lescot
- 2017 : Caliste dans Les Amants magnifiques de Lully, Massy, dir. Hervé Niquet, Les Malins Plaisirs
- 2018 : Libie [Libye] dans Phaéton de Lully, dir. Vincent Dumestre , mise en scène Benjamin Lazar, à l’opéra de Perm et Royal de Versailles.
- 2019 : Sélysette dans Ariane et Barbe-Bleue de Dukas, dir. Pascal Rophé, mise en scène Stefano Poda, Capitole de Toulouse
- 2019 : Carmen dans La Tragédie de Carmen de Bizet-Brook-Constant, dir. Miroirs Etendus, mise en scène Florent Siaud au Théâtre Impérial de Compiègne
- 2020 : Charité dans Cadmus et Hermione de Lully, dir. Vincent Dumestre, Le Poème Harmonique, version concert à l’Opéra Royal de Versailles
- 2020 : Polina dans Dame de Pique de Tchaïkovsky, mise en scène Olivier Py à Opéra de Nice

• 2021 : Carmen dans Carmen de Bizet, Capitole de Toulouse 
• 2021 : Rosina dans Le Barbier de Séville, Rossini, Capitole de Toulouse 
• 2022 : Daniel dans Belshazzar de Handel, Theatr an der Wien
• 2022 : Sagesse et Lucinde dans Armide de Lully, Opéra de Dijon et Opéra Royal de Versailles
• 2023 : Ottavia dans L’incoronazione du Poppea, Les Épopées, Festival de Beaune 
• 2023 : Ninfa, Proserpina dans Orfeo de Monteverdi, René Jacobs 
• 2024 : Olga dans Eugène Oneguine de Tchaïkovski, mise en Scène de Florent Siaud  au Capitole de Toulouse 
• 2024 : Cretidea dan l’Uomo Femina de Galuppi, mise en scène Agnès Jaoui à l’Opera de Dijon et Opéra Royal de Versailles 